# Jorge Cázares
Jorge Cázares Campos (20 de noviembre de 1937- 11 de enero de 2020), fue un pintor mexicano. Especializado en los paisajes morelenses, su obra se hizo muy popular en todo México a partir de la década de 1970, cuando la Compañía la Central de fósforos imprimió muchas de sus obras en el reverso de sus cajas de cerillos.

## Trayectoria
Con estudios en el Instituto Regional de Bellas Artes de Cuernavaca, Cázares Campos fue uno de los más importantes exponentes paisajistas contemporáneos, además de haber sido un promotor de la flora y fauna de la entidad donde nació.
Durante su carrera llegó a participar en más de 200 exposiciones en diversas partes del mundo: Estados Unidos, Europa, Australia, Sudamérica y México. En 2005 realizó un mural de José María Morelos y Pavón en el Salón de Gobernadores, en el Palacio de Gobierno de Morelos.
Jorge Cázares fue profesor en la Universidad Autónoma del Estado de Morelos y ocupó importantes cargos en áreas de cultura, así como en las Juntas de Gobierno de la Secretaría de Cultura de Morelos.

## Crítica
Según la Secretaría de Cultura y el Instituto Nacional de Bellas Artes y Literatura, el autor: "plasmó en sus obras la belleza del paisajismo y en especial la de su estado natal Morelos".

## Fallecimiento
Se realizó un homenaje de cuerpo presente el domingo 12 de enero de 2020 en el Centro Cultural Jardín Borda.